# Dumalinao, Zamboanga del Sur
Dumalinao là một đô thị cấp ba ở tỉnh Zamboanga del Sur, Philippines.

## Barangays
Dumalinao, về mặt hành chính, được chia thành 30 khu phố (barangay).
| - Anonang - Bag-ong Misamis - Bag-ong Silao - Baga - Baloboan - Banta-ao - Bibilik - Calingayan - Camalig - Camanga - Cuatro-cuatro - Locuban - Malasik - Mama (San Juan) - Matab-ang | - Mecolong - Metokong - Motosawa - Pag-asa (Pob.) - Paglaum (Pob.) - Pantad - Piniglibano - Rebokon - San Agustin - Sibucao - Sumadat - Tikwas - Tina - Tubo-Pait - Upper Dumalinao |

## Reference
- Mã địa lý chuẩn Philipin Lưu trữ ngày 13 tháng 4 năm 2012 tại Wayback Machine
- 2000 Thông tin điều tra dân số Philipin Lưu trữ ngày 23 tháng 9 năm 2005 tại Wayback Machine
- Zambonga del Sur Official Website: Dumalinao Lưu trữ ngày 19 tháng 5 năm 2022 tại Wayback Machine (truy cập: 7 tháng 4 năm 2009)